# Белградский метрополитен
Белградский метрополитен (Белградское метро; серб. Београдски метро / Beogradski metro) — строящаяся система скоростного внеуличного городского транспорта Белграда. Строительство метро в одном из последних крупнейших столичных европейских городов и городов-миллионеров, не имевших таковую, постоянно откладывалось, в первую очередь из-за проблем с финансированием.

## История

### XX век
Строительство традиционного метрополитена в Белграде предполагалось с 1950-х годов, с тех лет предполагалось множество планов, но до строительства не доходило. К 1976 году был разработан проект первой линии, в 1980-е годы началось её строительство. Рассматривалась возможность строительства метро советскими специалистами в счёт погашения внешнеторговой задолженности СССР перед Югославией. Но завершение проекта было отменено в 1982 году, а спроектированные для него две подземные станции и тоннели к ним в центре города было решено поначалу включить в сеть обычных пригородных электропоездов «Беовоз». Строительство было начато в середине 1980-х годов. Тоннели были построены к 1992 году, а подземные станции, выглядящие как обычные станции метро — «Караджорджев парк» (мелкого заложения) и «Вуков споменик» (глубиной 43 метра, одна из самых глубоких в Европе вне стран бывшего СССР) — были открыты 7 июля 1995 года.

### Начало XXI века
В 2000-е годы был разработан, включён в генплан города от 2003 года, но также отменён и проект по созданию к 2012 году первой линии и к 2021 году системы линий  лёгкого метро BELAM (серб. Београдски лаки метро / Beogradski laki metro) с поездами на шинном ходу. Также вновь рассматривалась возможность привлечения для сооружения метро российских метростроевцев.

#### Проект 2018—2019 годов
Планируется 43 станции соединённых с системой BG Voz.
| Линия  | Маршрут            | Длина                   | Станций |  |
| ------ | ------------------ | ----------------------- | ------- |  |
| L1     | Железник ↔ Мирьево | 21,3 км (запланировано) | 23      |  |
| L2     | Земун ↔ Мирьево    | 19,2 км (запланировано) | 20      |  |
| Всего: | Всего:             | 40,5 км                 | 43      |  |

22 ноября 2021 года начались приготовительные работы к строительству Депо на Макишком поле. Депо будет обслуживать первую линию метро, которая к 2030 году должна связать «Мириево» и «Железник»..После 2035 года планируется ввести в эксплуатацию и 2 линию, которая протянется от «Мириево» до «Земуна», с пересадками на 1 линию на станциях «Савски трг» и «Мириево». В отдаленной перспективе планируется построить 3 линию, которая, вероятнее всего, свяжет южные окраины города с центром и Новым Белградом. Строить метрополитен будут 2 компании: китайская Power China, и французская Alstom, причем 70 % работы будет выполнять китайская компания.
Первый участок метро будет включать в себя 14 станции: Железник — Макиш — Жарково — Беле воде — Трговачка — Пожешка — Парк Баново Брдо — Ада Цыганлия — Сайям — Газела — Савский трг — Трг републике — Скадарлия — Дунай.

## Использование инфраструктуры
Построенные станции
С использованием двух имеющихся подземных станций и тоннелей к ним, а также полуподземной станции-яруса вокзала «Београд Центар» («Прокоп») и свободной наземной железнодорожной ветки в район Нови-Београд с 1 сентября 2010 года была организована отдельная от пригородной система городского поезда «БГ ВОЗ». Линия имеет 5 станций, длину 8 километров, время проезда 16 минут, интервал движения 15/30 минут в часы пик/непик. На ней эксплуатируются электропоезда производства Рижского вагоностроительного завода с верхним токосъёмом, в том числе ЭР31 с тремя дверями по бортам вагонов. Линия продлена 15 апреля 2011 года в районы Земун и Батайница, а в будущем может быть разделена на две части, удлинённые и преобразованные в линии метрополитена (запад-восток и север-юг).
В 2014 году 5 линий Беовоза существуют, но поезда ходят раз в час, и то, когда нет забастовок. Беовоз — система городских электричек с подземными станциями в городе, аналог RER в Париже. В системе запрещено фотографировать, переходы не используются, торговые помещения отданы под интернет-клубы.